# 木热合买提江·莫扎帕
木热合买提江·莫扎帕（維吾爾語： مىراھمەتجان مۇزەپپەر ‎，拉丁维文：Mirahmetjan Muzepper，1991年1月14日—），维吾尔族，出生于新疆维吾尔自治区喀什地区喀什市，一般称作买提江，中国足球运动员，司职中场，现效力于成都蓉城。
买提江和很多维吾尔族人一样，没有姓氏。木热合买提江是他自己的名字，莫扎帕是他父亲的名字。

## 职业生涯
2004年买提江进入鲁能足校，曾帮助球队获得全国U15、U17联赛冠军。2008年买提江与队友孟凡岩、栗鹏、王浩、帕尔哈提、陈杰共同交流到新疆体彩队，代表新疆备战全运会比赛。
2009年代表新疆全运队参加全运会男足甲组比赛，球队未能进入决赛阶段比赛。2009年中期回到鲁能U19队。2010年初租借加盟河南建业。
2011年初租借期满后，买提江返回山东鲁能泰山，身披14号球衣。在4月20日进行的亚足联冠军联赛对阵阿雷马足球俱乐部的比赛中，买提江替补登场并收获个人亚冠首球。
2013年12月正式转会河南建业。
2016年12月自由加盟天津泰达。

## 国家队
2009年进入宿茂臻执教的中国国青队，代表球队参加的当年的潍坊杯。在11月进行的亚青赛预选赛上，买提江在首战菲律宾队的比赛中为球队首开纪录，收获个人国青队首球。
2010年1月，与国青队队友胡人天、彭欣力、武磊一起入选国家队的集训名单。
2010年10月，买提江又代表中国国青队参加在山东淄博展开的2010年亚洲U19青年足球锦标赛。
2010年11月，买提江作为“跳级生”入选1989年龄段的中国国奥队，参加广州亚运会男子足球比赛。

## 家庭
买提江出生于足球世家，爷爷是新疆足球的元老，曾经代表新疆队踢球；买提江的父亲莫扎帕也入选过新疆队。